# Kosów-Hulidów
Kosów-Hulidów – wieś w Polsce położona w województwie mazowieckim, w powiecie sokołowskim, w gminie Kosów Lacki.
W latach 1975–1998 miejscowość administracyjnie należała do województwa siedleckiego.
Wierni Kościoła rzymskokatolickiego należą do parafii Parafia Narodzenia Najświętszej Maryi Panny w Kosowie Lackim.